# Starszy krasnofłotiec
Starszy krasnofłotiec (ros. Старший краснофлотец) – stopień wojskowy we Flocie Czerwonej istniejący w latach 1940–1946.
Nie miał odpowiednika w Armii Czerwonej. Po zmianie nazwy Floty Czerwonej na Marynarkę Wojenną ZSRR w lutym 1946 roku stopień starszego krasnofłotca został zastąpiony starszym marynarzem (ros. старший матрос).

## Oznaczenia stopnia

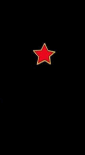
Oznaczenia stopnia starszego krasnofłotca na wszystkich rodzajach umundurowania (1940–1943)
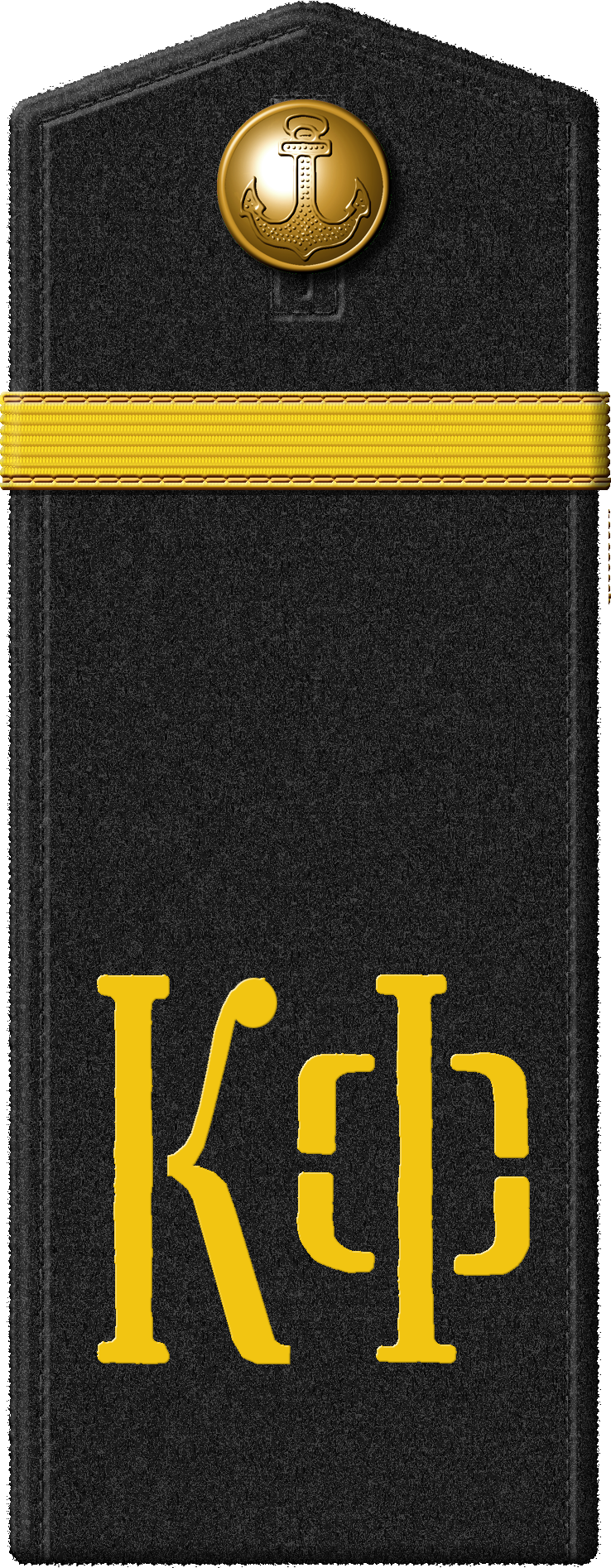
Pagon starszego krasnofłotca na płaszczu i buszłacie (z oznaczeniami Flotylli Kaspijskiej) (1943–1946)
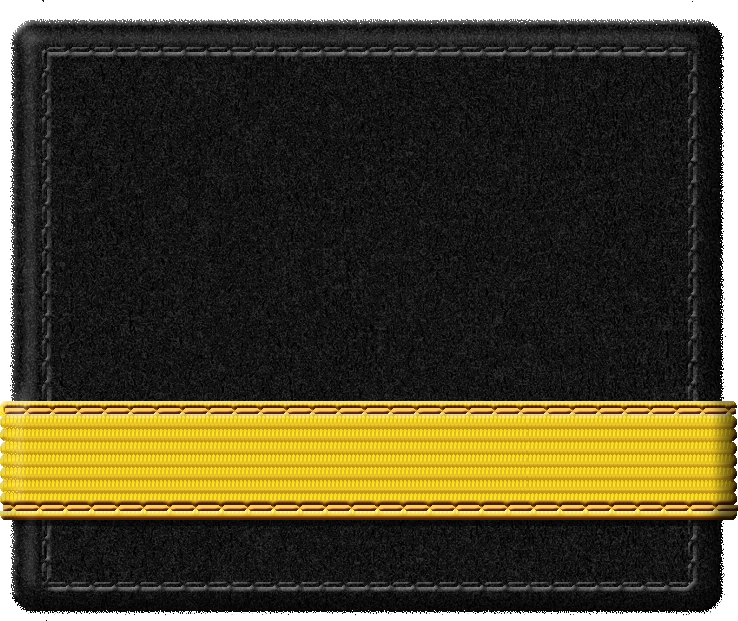
Pagon starszego krasnofłotca na koszuli flanelowej (1943–1946)
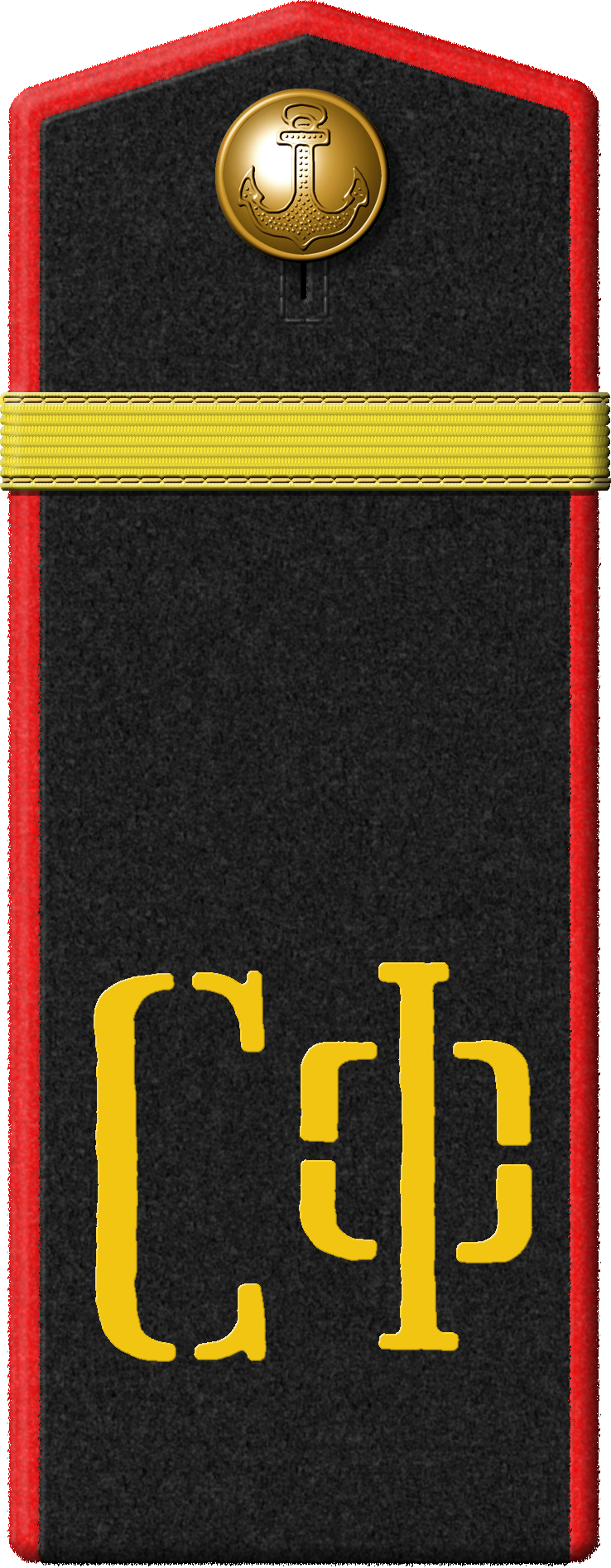
Pagon starszego krasnofłotca służby brzegowej Floty Czerwonej na płaszczu i buszłacie (z oznaczeniami Floty Północnej) (1943–1946)
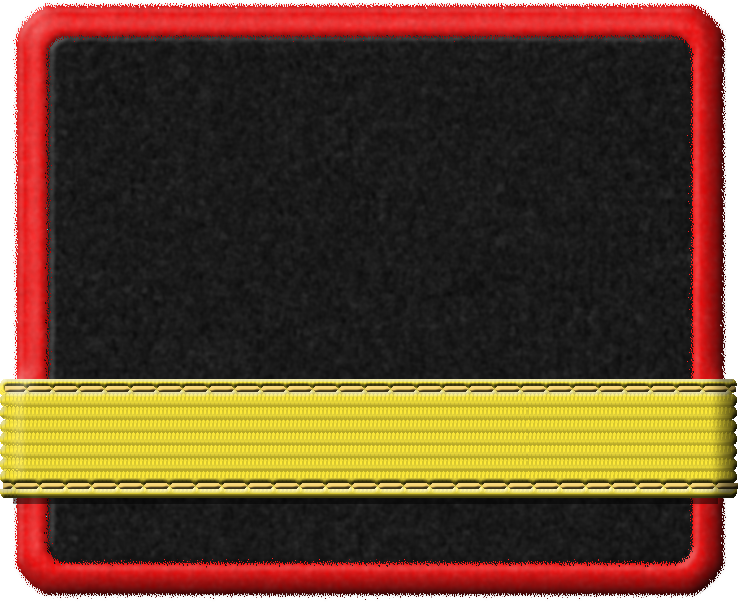
Pagon starszego krasnofłotca służby brzegowej Floty Czerwonej na koszuli flanelowej (1943–1946)
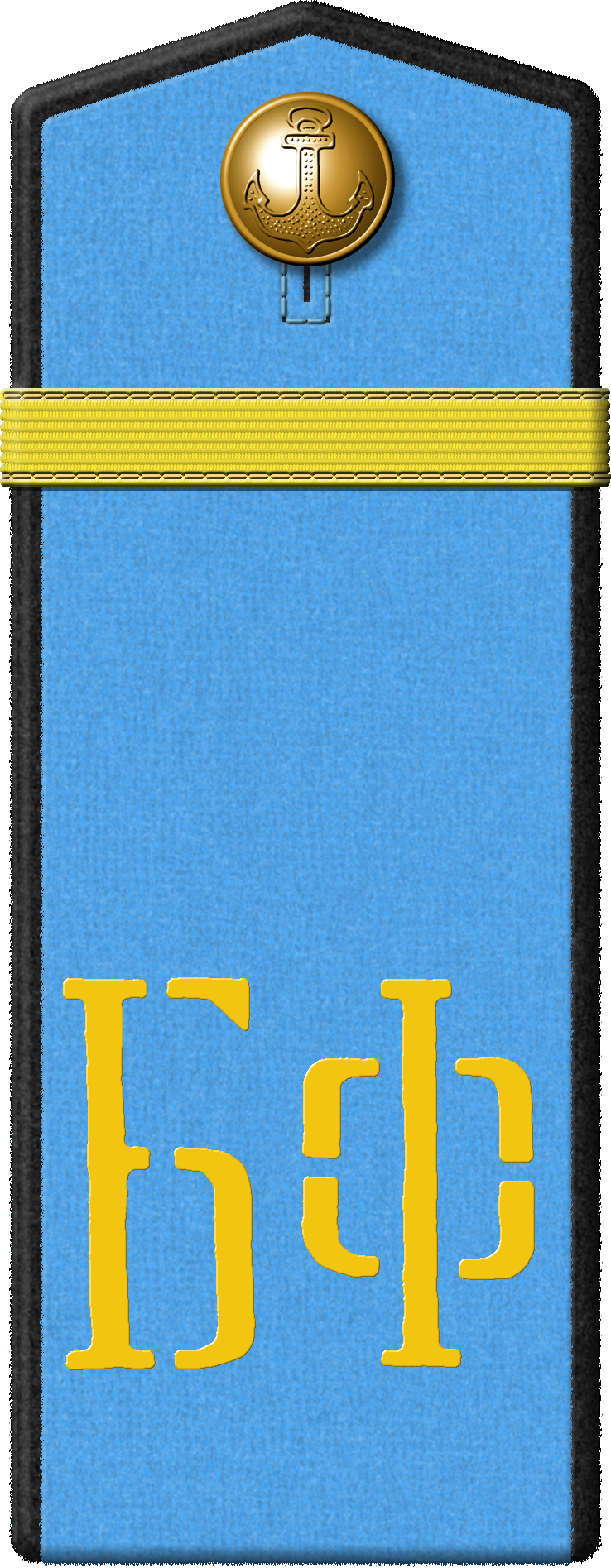
Pagon starszego krasnofłotca służby lotniczej Floty Czerwonej na płaszczu i buszłacie (z oznaczeniami Floty Bałtyckiej) (1943–1946)
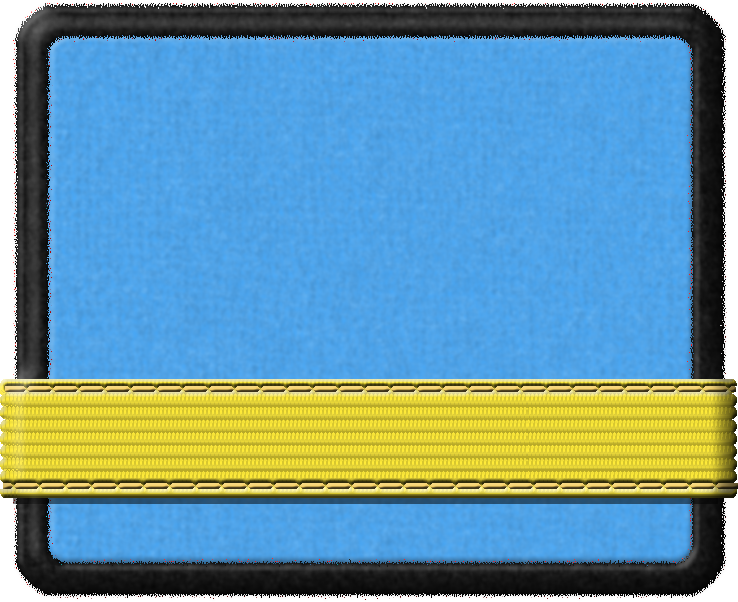
Pagon starszego krasnofłotca służby lotniczej Floty Czerwonej na koszuli flanelowej (z oznaczeniami Floty Bałtyckiej) (1943–1946)